# バルビゾン派

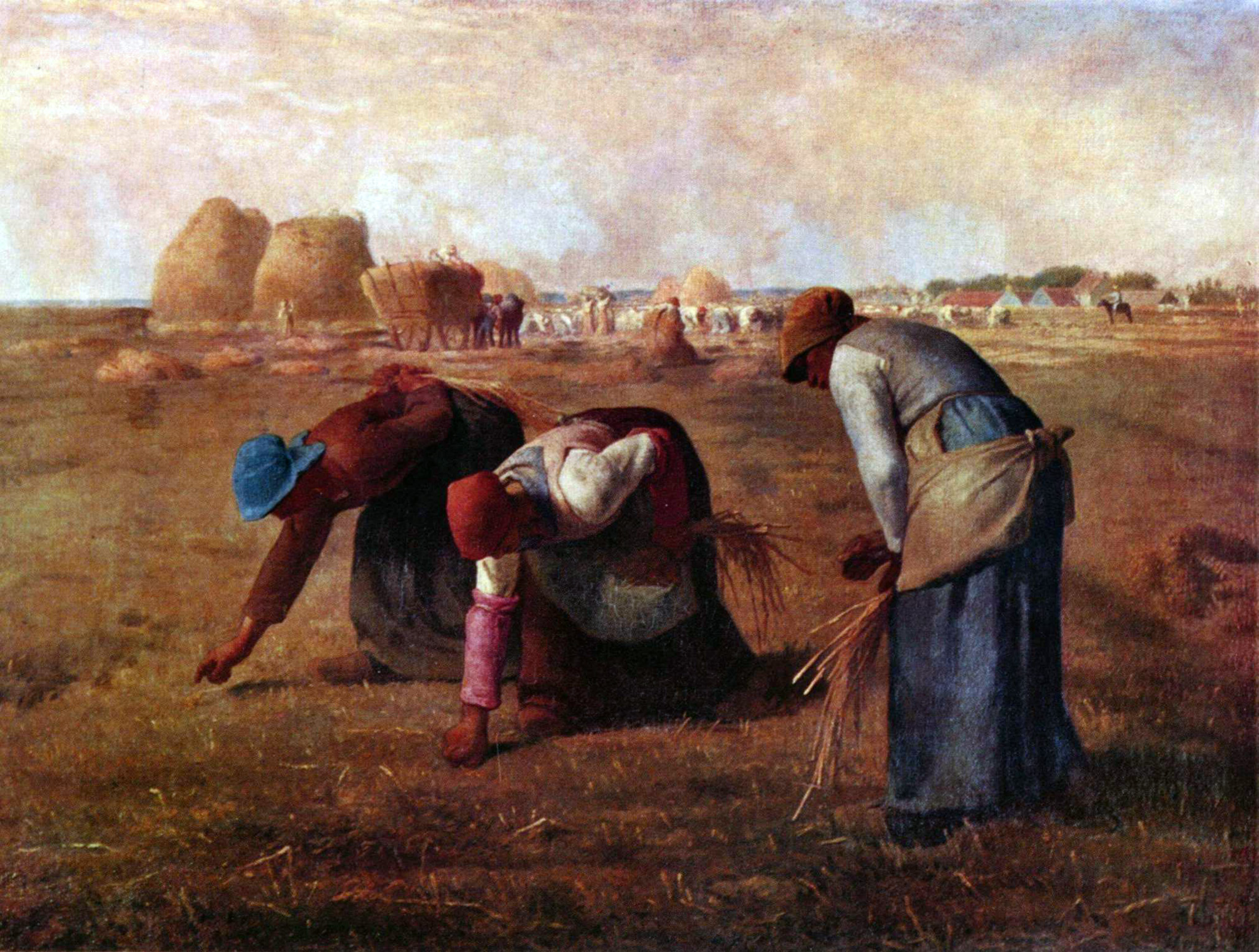
ミレー『落穂拾い』（1857年、オルセー美術館）

バルビゾン派（バルビゾンは、École de Barbizon）は、1830年から1870年頃にかけて、フランスで発生した絵画の一派である。フランスのバルビゾン村やその周辺に画家が滞在や居住し、自然主義的な風景画や農民画を写実的に描いた。1830年派とも呼ばれる。

## 主な画家
コロー、ミレー、テオドール・ルソー、トロワイヨン、ディアズ、デュプレ、ドービニーの7人が中心的存在で、「バルビゾンの七星」と呼ばれている。広義にはバルビゾンを訪れたことのあるあらゆる画家を含めてそのように呼ぶこともあり、総勢100人以上に及ぶ。
なお、写実主義の画家と位置づけられるクールベはバルビゾン派には含まれていないが、同派と交流しフォンテーヌブローを描いた作品もあることから、関連する重要な画家と位置付けられている。

### バルビゾン派の画家の作品
- コロー
 View of the Forest of Fontainebleau 『フォンテーヌブローの森の眺め』(1830)
- テオドール・ルソー
Barbizon landscape, ca. 『バルビゾン村の風景』1850,
- ドービニー
 Rising Moon in Barbizon,『バルビゾンに上る月』 c. 1850s
- トロワイヨン
 The Ford,『浅瀬』 1852,
- シャルル・ジャック
 The Old Forest,『羊飼いのいる森』c. 1860s,
- ディアズ
 Forest of Fontainebleau,『フォンテーヌブローの森』 1868,
- ジュール・デュプレ
 The Old Oak, c.『カシの老木』 1870,
- アンリ・アルピニー
 Landscape with two figures,『二人の人物のいる風景』 c. 1870s,
- カミーユ・デルピー
The artist's summer home『画家の避暑地』(1876)

### バルビゾン派とされる画家や関連画家一覧
- ジャン＝バティスト・カミーユ・コロー (1796–1875)
- カミーユ・フレール (1802–1868)
- アレクサンドル＝ガブリエル・ドゥカン (1803–1860)
- ナルシス・ディアズ・ド・ラ・ペーニャ (1807–1876)
- カール・ボドマー (1809–1893)
- コンスタン・トロワイヨン (1810–1865)
- ジュール・デュプレ (1811–1889)
- ルイ＝ニコラ・キャバ (1812–1893)
- テオドール・ルソー (1812–1867)
- シャルル・ジャック (1813–1894)
- ジャン＝フランソワ・ミレー (1814–1875)
- アントワーヌ・シャントルイユ (1814–1873)
- シャルル＝フランソワ・ドービニー (1817–1878)
- アンリ・アルピニー (1819–1916)
- （ ギュスターヴ・クールベ ）(1819–1877)
- フェリックス・ジアン (1821–1911)
- ジュール・ブルトン (1827–1906)
- ポール・トゥルイユベール (1829-1900)
- ジャン＝フェルディナン・シェニョー (1830–1906)
- シャルル＝オリヴィエ・ド・ペンヌ (1831–1897)
- (クロード・モネ) (1840–1926)
- イポリット＝カミーユ・デルピー (1842-1910)

## 背景
19世紀には絵画や文学など芸術分野において自然主義の風潮が起こり、それまでの聖書や神話など宗教的、歴史的な画題や理想化された風景を描く伝統的な風景画に対して、アトリエでの画面構成よりも野外での自然観察を重視し、それまで画題になり得なかったフランス国内の森や渓谷、田園風景などの自然風景を描く風潮が生まれた。このような傾向が生じた要因として、19世紀にはパリなど都市部での環境悪化が生じていたことも挙げられる。自然風景をイタリアやギリシアなど外国へ求める傾向もあったが、1820年代にはフォンテーヌブローの森が風景画の画題として着目され、サロンへも風景画が出展されはじめる。1835年には一部が美林地区に指定され、1852年にはパリ-リヨン間の鉄道が開通し往来が容易になり、名所を記した地図も販売されていた。20年代にはバルビゾンのほかマルロットやシャイイなどへ分散していたが、やがてバルビゾンへ集住し、40年代には盛期を迎える。60年代には印象派の影響を受け、ノルマンディー地方の沿岸など各地へ分散し、田園風景のほか水辺の風景が多く描かれた。

## 日本への影響
日本にはフランスとも共通する農村風景や、風景画を主とする南画の伝統などバルビゾン派が受容される素地があったことから、明治以降に影響を受けた画家も多い。1876年（明治9年）に工部美術学校教授として来日したアントニオ・フォンタネージはバルビゾン派の影響を受けた画家で、西洋絵画の技法を学ぶ教材としてバルビゾン派画家の模写が行われていた。黒田清輝、久米桂一郎、河北道介、浅井忠らはフォンテーヌブローを訪れてグレー村に滞在した。黒田らはバルビゾン派の後続を意識しつつ、主流であった印象派の影響も受け独自の画風を形成した。明治期にはミレーをはじめバルビゾン派に関わる評伝も出版され、徳富蘆花や夏目漱石ら文学者の紹介もあり、一般にも紹介され幅広く受容された。大正期には、ミレーは労働への賛美を描く画家として、社会主義やプロレタリア文学とも関係し、1933年（昭和8年）には岩波書店の商標にも使われている。戦後には山梨県立美術館がミレーの代表作『種まく人』を落札購入し、ミレーとバルビゾン派画家を中心とした展示構成を行っている。